# Hockey sobre césped en los Juegos Suramericanos
El hockey sobre césped en los Juegos Suramericanos es la competición de selecciones nacionales de hockey sobre césped que se celebra en el marco de los Juegos Odesur. Son válidos como Campeonato Sudamericano de Hockey sobre césped.

## Torneo masculino
| Año           | Sede                    | Equipos | Oro       | Plata | Bronce    |
| 2006 Detalles | Buenos Aires, Argentina | 5       | Argentina | Chile | Perú      |
| 2014 Detalles | Santiago, Chile         | 6       | Argentina | Chile | Venezuela |
| 2018 Detalles | Cochabamba, Bolivia     | 8       | Argentina | Chile | Brasil    |
| 2022 Detalles | Asunción, Paraguay      | 7       | Argentina | Chile | Brasil    |

### Países participantes
Desde la primera competición, han participado en total ocho países.
| Equipos   | 2006              | 2014              | 2018              | 2022              | Total |
| --------- | ----------------- | ----------------- | ----------------- | ----------------- | ----- |
| Argentina | Medalla de oro    | Medalla de oro    | Medalla de oro    | Medalla de oro    | 3     |
| Bolivia   | –                 | –                 | 8.°               | 7.°               | 2     |
| Brasil    | 5.°               | 4.°               | Medalla de bronce | Medalla de bronce | 4     |
| Chile     | Medalla de plata  | Medalla de plata  | Medalla de plata  | Medalla de plata  | 4     |
| Paraguay  | –                 | –                 | 7.°               | 6.°               | 2     |
| Perú      | Medalla de bronce | 6.°               | 5.°               | 4.°               | 4     |
| Uruguay   | 4.°               | 5.°               | 6.°               | 5.°               | 4     |
| Venezuela | –                 | Medalla de bronce | 4.°               | -                 | 2     |
| Total     | 5                 | 6                 | 8                 | 7                 |       |

### Medallero
| Núm.  | País            | Oro | Plata | Bronce | Total |
| ----- | --------------- | --- | ----- | ------ | ----- |
| 1     | Argentina (ARG) | 4   | 0     | 0      | 4     |
| 2     | Chile (CHI)     | 0   | 4     | 0      | 4     |
| 3     | Brasil (BRA)    | 0   | 0     | 2      | 2     |
| 3     | Perú (PER)      | 0   | 0     | 1      | 1     |
| 3     | Venezuela (VEN) | 0   | 0     | 1      | 1     |
| Total | Total           | 4   | 4     | 4      | 12    |

## Torneo femenino
| Año           | Sede                    | Equipos | Oro       | Plata     | Bronce  |
| 2006 Detalles | Buenos Aires, Argentina | 4       | Argentina | Chile     | Uruguay |
| 2014 Detalles | Santiago, Chile         | 6       | Argentina | Chile     | Uruguay |
| 2018 Detalles | Cochabamba, Bolivia     | 7       | Argentina | Uruguay   | Chile   |
| 2022 Detalles | Asunción, Paraguay      | 5       | Chile     | Argentina | Uruguay |

### Países participantes
Desde la primera competición, han participado en total ocho países.
| Equipos   | 2006              | 2014              | 2018              | 2022              | Total |
| --------- | ----------------- | ----------------- | ----------------- | ----------------- | ----- |
| Argentina | Medalla de oro    | Medalla de oro    | Medalla de oro    | Medalla de plata  | 4     |
| Bolivia   | –                 | –                 | 6.°               | -                 | 1     |
| Brasil    | 4.°               | 4.°               | 4.°               | -                 | 3     |
| Chile     | Medalla de plata  | Medalla de plata  | Medalla de bronce | Medalla de oro    | 4     |
| Paraguay  | –                 | 5.°               | 5.°               | 4.°               | 3     |
| Perú      | –                 | –                 | 7.°               | 5.°               | 2     |
| Uruguay   | Medalla de bronce | Medalla de bronce | Medalla de plata  | Medalla de bronce | 3     |
| Venezuela | –                 | 6.°               | –                 | -                 | 1     |
| Total     | 4                 | 6                 | 7                 | 5                 |       |

### Medallero
| Núm.  | País            | Oro | Plata | Bronce | Total |
| ----- | --------------- | --- | ----- | ------ | ----- |
| 1     | Argentina (ARG) | 3   | 1     | 0      | 4     |
| 2     | Chile (CHI)     | 1   | 2     | 1      | 4     |
| 3     | Uruguay (URU)   | 0   | 1     | 3      | 4     |
| Total | Total           | 4   | 4     | 4      | 12    |

## Medallero histórico
| Núm.  | País            | Oro | Plata | Bronce | Total |
| ----- | --------------- | --- | ----- | ------ | ----- |
| 1     | Argentina (ARG) | 7   | 1     | 0      | 8     |
| 2     | Chile (CHI)     | 1   | 6     | 1      | 8     |
| 3     | Uruguay (URU)   | 0   | 1     | 3      | 4     |
| 4     | Brasil (BRA)    | 0   | 0     | 2      | 2     |
| 4     | Perú (PER)      | 0   | 0     | 1      | 1     |
| 4     | Venezuela (VEN) | 0   | 0     | 1      | 1     |
| Total | Total           | 8   | 8     | 8      | 24    |